# سرجون الثاني
سرجون الثاني ملك آشور من 722 - 705 ق.م. وهو ابن تغلث فلاسر الثالث وخليفة أخيه شلمنصر الخامس. وقبل اكتشاف نقوشِه وحل رموزها، كان بعض العلماء يخلطون بينه وبين سلفه شلمنصر الخامس (الذي كان يعتبر خطأ أنه الرابع). كما أن البعض الآخر خلط بينه وبين ابنه سنحاريب. ولكن في 1843م، شرع «بول إميل بوتا» (Paul – Emile Botta) - القنصل الفرنسي في الموصل بالعراق - في النتقيب في «خورسباد» التي ثبت أنها المدينة القديمة «دور شاروكين» (أي «قلعة سرجون»)، وهي تقع على بعد اثني عشر ميلاً إلى الشمال الشرقي من الموصل، على الضفة الغربية لنهر دجلة، مقابل أطلال نينوى. وأسفر التنقيب عن الكشف عن قصر سرجون الثاني. وهكذا مهد الطريق للكشف عن تاريخ سرجون نفسه واعطائه مكانته اللائقة في التاريخ. وتبلغ المساحة التي يقوم عليها القصر نحو 25 فداناً. والقصر نفسه هو أفضل القصور الملكية الأشورية احتفاظاً بكيانه، وهو قائم فوق أسوار المدينة، وكان يحتوي على أكثر من مائتي حجرة، وثلاثين فناءً. وكانت الحوائط بالغة الزينة وجميلة النقوش.
واستكمل «فيكتور بلاس» (Victor Place) التنقيب عن قصر سرجون، وأخذ بعض اللوحات التي عليها نقوش بارزة، ونقلها بحراً عن طريق نهر الدجلة إلى البصرة، ومنها إلى متحف اللوفر بباريس.
وفي القرن الحالي قامت بعثة معهد الدراسات الشرقية بجامعة شيكاغو - تحت إشراف هنري فرانكفورت (Henri Frankfort) - ببعض الاستكشافات في «خورسباد». وبعد أعمال «بوتا» بسنتين قام «أوستن هنري لايارد» -أحد رواد الأثريين البريطانيين- بالتنقيب في «كالح» (وهي نمرود الحديثة) على بعد عشرين ميلاً إلى الجنوب الشرقي من الموصل، وهناك اكتشف القصور الملكية للعديد من الملوك الأشوريين، ومن بينها قصر آخر لسرجون الثاني. ونتيجة لجهود هؤلاء الأثريين وغيرهم، أمكن معرفة تاريخ سرجون وعصره.
فبعد قليل من اعتلاء شلمنصر الخامس عرش أشور (في 727 ق.م) امتنع هوشع -آخر ملوك بني إسرائيل- عن دفع الجزية لآشور، وحاول أن يعقد مع مصر محالفة دفاعية ضد العدو المشترك. وقد أسفر سوء تقدير هوشع لقوة أشور وقوة مصر، عن أوخم العواقب بني إسرائيل. فلم تكن حالة مصر في ذلك الوقت تسمح لها بتقديم مساعدة حقيقية لهوشع. وهكذا حدث في 724 ق.م أن زحف شلمنأصر على فلسطين، فلم يجد إلا مقاومة ضئيلة، فاحتل الأشوريون كل البلاد ما عدا العاصمة، فقد كانت «السامرة» حصينة، واستطاعت أن تقاوم الحصار لثلاث سنوات، ولكنها سلَّمت أخيراً في 722 / 721 ق.م.
وما زال الفاتح الحقيقي للسامرة موضع خلاف، ومعظم العلماء يقبلون ما ذكره سرجون في نقوشه من أنه في بداية حكمه حاصر السامرة وفتحها وسبى 27.290 نفساً من سكانها. ولكن بعض العلماء الآخرين لاحظوا أن ما جاء في سفر الملوك الثاني (17: 3-6) يؤيد -كحقيقة ثابتة- أن شلمنأسر هو الذي استولى على السامرة، باعتبار أنه من غير المحتمل أن «ملك أشور» في العدد السادس يمكن أن يشير إلى ملك آخر غير المذكور في الأعداد السابقة. علاوة على أن السجلات البابلية تؤيد ما جاء بالكتاب المقدس في هذا الصدد، فتسجل أن شلمنأسر دمر مدينة «سامارين» (السامرة؟).
وقد يكون حل هذه المشكلة هو ما جاء في سفر الملوك الثاني (18: 10) حيث نجد كلمة «أخذوها» (أي أخذوا السامرة) مسندة إلى ضمير الجمع، الذي قد يعود إلى الأشوريين ، كما يمكن أن تعود إلى شلمنأسر وشريكه الذي يرجح أنه هو «سرجون». وعلى أي حال، فإن دعوى «سرجون» بأنه هو الذي فتح السامرة لا تخلو من مبالغة.
وبعد تدمير السامرة أعيد تنظيم إدارة شؤون بني اسرائيل، واعتبرت البلاد مجرد ولاية أشورية باسم «سامريا» يحكمها حاكم أشوري.
وحالما اعتلى سرجون العرش، واجه ثورات في أجزاء عديدة من إمبراطوريته الشاسعة. ففي 721 ق.م ثار عليه «مردوخ أبلا إيدينا» (مرودخ بلادان) بالاتحاد مع العيلاميين. وقد نجح في ثورته مما شجع غيره من المنشقين في أجزاء أخرى من الإمبراطورية. وقد تولى مرودخ بلادان حكم ولاية بابل، مستقلاً لمدة أكثر من عشر سنوات، فلم يستطع سرجون أن يخلع هذا المغتصب إلا بعد أن تخلص من المتاعب في الغرب، فطرده من البلاد إلى حين.
وفي 720 ق.م قامت الثورات في حماة وعزة ودمشق والسامرة نفسها، واستطاع سرجون أن يقضي على هذه الثورات (في ولايات الشمال) في موقعة «قرقر»، ثم زحف جنوباً حتى وصل إلى رفح حيث أوقع هزيمة نكراء «بسيبو» «ترتان» (أي قائد) جيوش فرعون مصر، الذي أرسله لنجدة «هانُّو» ملك غزة. ونقرأ في سفر الملوك الثاني (2مل17: 24) أن ملك أشور أتى بقوم من بابل وحماة وغيرهما وأسكنهم في السامرة حيث اختلطوا بالباقين بها من بني اسرائيل، ومنهم جميعاً جاء السامريون.
وفي 717 ق.م ثار «ميتا» (ميداس) - ملك موسكو الفريجية في آسيا الصغرى -متحالفاً مع الحاكم الحثي -من قبل أشور- على كركميش في سوريا، ضد سيطرة سرجون. ولكن سرجون استطاع الانتصار عليهما وتدمير كركميش وسبي سكانها إلى أشور. وفي نفس الوقت تقريباً، هاجم سرجون «أورارتو» (أرارات) وحطم شوكة تلك الدولة التي كانت قد أخذت في الضعف.
ولعل انشغال سرجون بالأحوال في الولايات الشمالية، شجع الولايات الجنوبية لبذل محاولة أخيرة لتحرير أنفسهم من نير أشور. فثار «أزورى» ملك أشدود ومعه سائر الولايات الفلسطينية، بوعد من ملك مصر (من الأسرة الخامسة والعشرين) - ضد سرجون في 714/713 ق.م. ولكن سرجون استطاع -في هجوم خاطف– القضاء على الثائرين في 711 ق.م وبخاصة لأن ملك مصر خان وعده لنجدة ملك أشدود (أش 20: 3). واضح أن يهوذا –نزولاً على نصيحة إشعياء النبي- لم تشترك في ثورة أشدود (اش 20: 1-6) وهكذا نجت من الخطر في ذلك الوقت.
وفي 710 ق.م حقق سرجون انتصارات في كل مكان، فخضعت له في كل سوريا وفلسطين ومعظم سلسلة جبال زاجروس. وكانت أرارات تضمد جراحها، كما كان المصريون يسالمونه، خوفا منه ولكن العلاميين والفريجيين كانوا يعادونه، لكنهم لم يجرؤا على محاربته. وظلت بابل –تحت حكم مردوخ بلادان- شوكة في جنبه. ولكن في 710 ق.م زحف عليها للمرة الثانية وانتصر عليها نصرة فاصلة، هرب على أثرها مردوخ بلادان إلى عيلام. أخذت شهرة سرجون في ازدياد، وفشلت كل جهود الأعداء في النيل من الإمبراطورية الأشورية، التي بلغت أوج عظمتها وقوتها في السنوات الأخيرة لسرجون.
وكان سرجون يحب –كقائد حربي- أن يعيش في كالح (نمرود) العاصمة الحربية للأمبراطورية، فأعاد تشييد قصر أشور ناصربال وأقام فيه. ولكن كبريائه دفعته إلى بناء قصر له في مدينته هو Mospaa . وفي 717 ق.م وسع أساسات قصره «قلعة سرجون» (دار شاروكين) بالقرب من خورسباد، واستغرق البناؤون في بنائها عشر سنوات.
وقد قضى سرجون سنواته الأخيرة في سلام نسبي، فاستطاع في أثنائها أن يقوم بتلك المباني العظيمة، ووجه التفاته إلى تسجيل غزواته وأعماله العظيمة. ولكنه لقي حتفه في 705 ق.م قتيلاً في مناوشة على الحدود في آسيا الصغرى، ودُفن بعيداً عن وطنه، وخلفه ابنه سنحاريب على عرش أشور.

## معرض صور

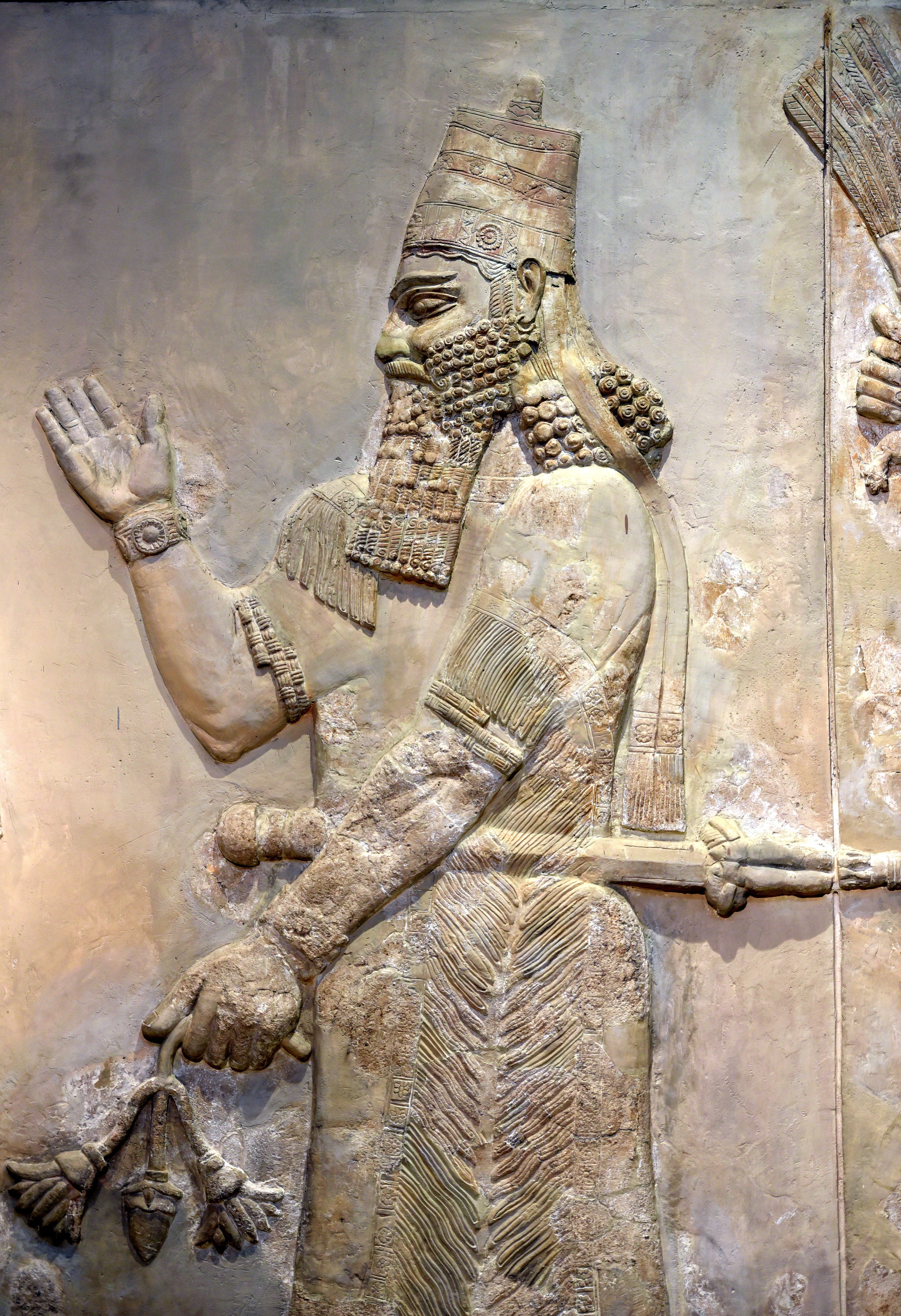
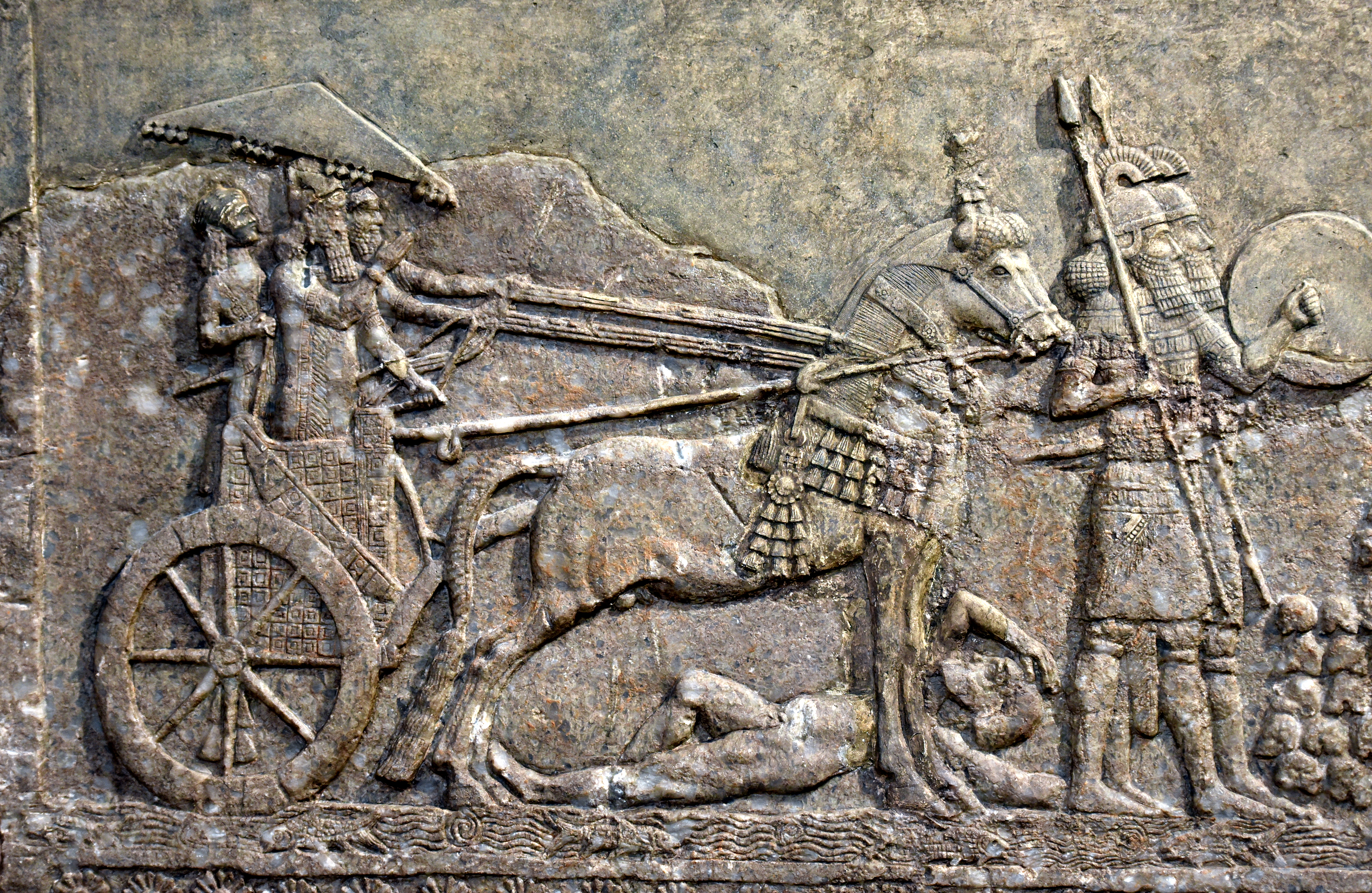
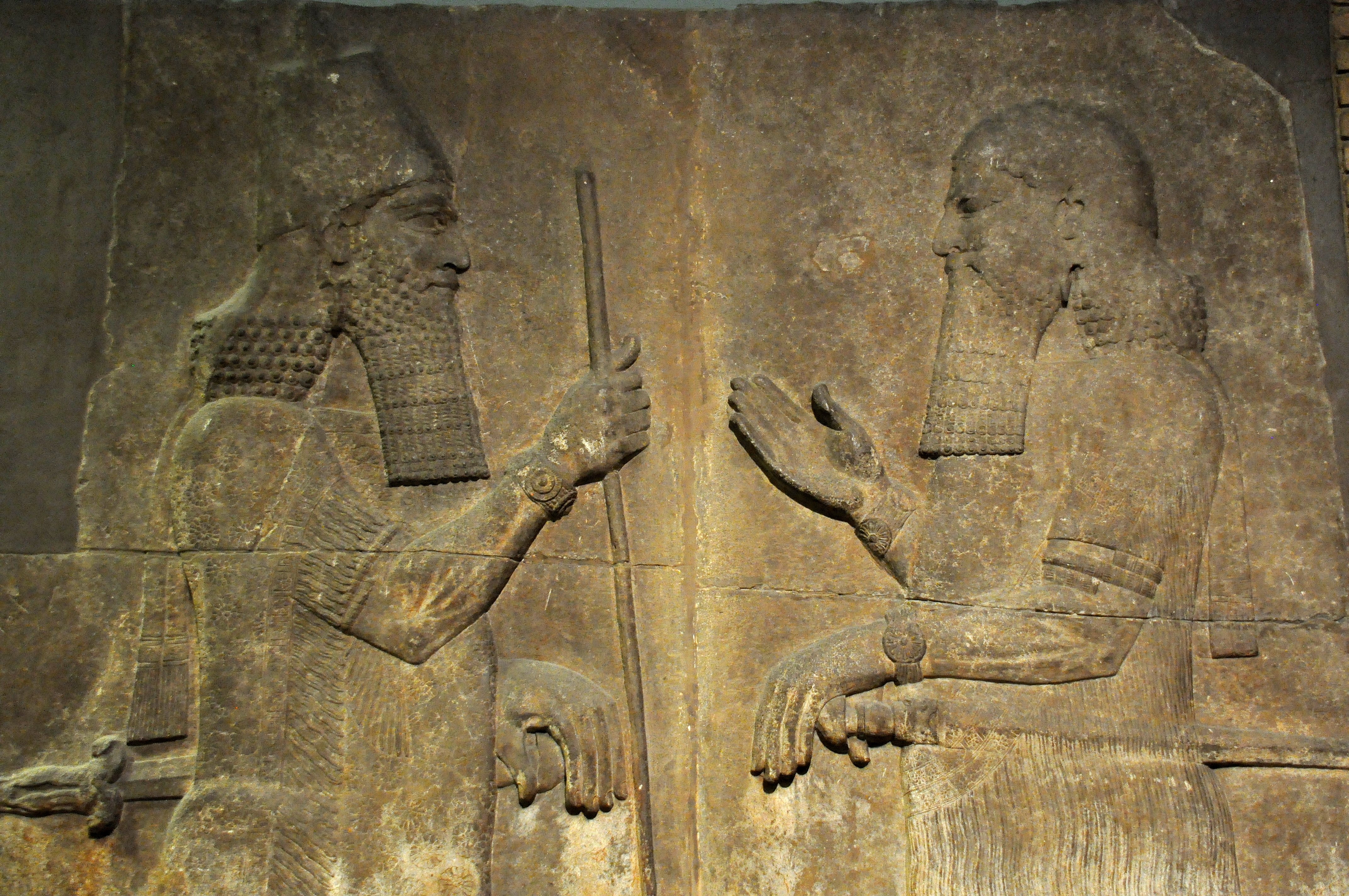

## وصلات داخلية
- أشور

## روابط خارجية
- سرجون الثاني على موقع الموسوعة البريطانية (الإنجليزية)
- الإنجليزية-سارجون الثاني
- http://katamars.avabishoy.com/bible/dictionary/12/88.htm